# Le Chalard
Le Chalard település Franciaországban, Haute-Vienne megyében. Lakosainak száma 302 fő (2022. január 1.). Le Chalard Ladignac-le-Long, Jumilhac-le-Grand és Saint-Yrieix-la-Perche községekkel határos.

## Népesség
A település népességének változása:
| Lakosok száma | 314  | 318  | 325  | 312  | 311  | 310  | 307  | 305  | 302  |
|               | 2013 | 2015 | 2016 | 2017 | 2018 | 2019 | 2020 | 2021 | 2022 |